# Ege Dolphins 2023
Questa voce raccoglie le informazioni riguardanti gli Ege Dolphins nelle competizioni ufficiali della stagione 2023.

## 2. Lig 2023

### Stagione regolare
| Afyonkarahisar 9 luglio 2023, ore 15:00 1ª giornata | Kocatepe Victory Walkers | 2 – 14 | Ege Dolphins | Walkers Football Field |

| Adalia 22 luglio 2023, ore 20:00 3ª giornata | Antalya Vandals | 24 – 0 | Ege Dolphins | Antalya Atatürk Stadyumu |

| Smirne 19 agosto 2023, ore 20:00 5ª giornata | Ege Dolphins | 31 – 0 | Antalyaspor | Balçova Spor Kompleksi |

### Playoff
| Istanbul 10 settembre 2023, ore 16:00 Semifinale | Istanbul Bulls | 23 – 0 | Ege Dolphins | Yıldız Teknik Üniversitesi Stadyumu |

## Statistiche di squadra
| Competizione      | %Vittorie | In casa | In casa | In casa | In casa | In casa | In casa | In trasferta | In trasferta | In trasferta | In trasferta | In trasferta | In trasferta | Totale | Totale | Totale | Totale | Totale | Totale |
| Competizione      | %Vittorie | G       | V       | N       | P       | Pf      | Ps      | G            | V            | N            | P            | Pf           | Ps           | G      | V      | N      | P      | Pf     | Ps     |
| ----------------- | --------- | ------- | ------- | ------- | ------- | ------- | ------- | ------------ | ------------ | ------------ | ------------ | ------------ | ------------ | ------ | ------ | ------ | ------ | ------ | ------ |
| Stagione regolare | .667      | 1       | 1       | 0       | 0       | 31      | 0       | 2            | 1            | 0            | 1            | 14           | 26           | 3      | 2      | 0      | 1      | 45     | 26     |
| Playoff           | .000      | 0       | 0       | 0       | 0       | 0       | 0       | 1            | 0            | 0            | 1            | 0            | 23           | 1      | 0      | 0      | 1      | 0      | 23     |
| Totale            | .500      | 1       | 1       | 0       | 0       | 31      | 0       | 3            | 1            | 0            | 2            | 14           | 49           | 4      | 2      | 0      | 2      | 45     | 49     |